# Saison 2023-2024 de l'AC Milan
 (juillet 2023).
Si vous disposez d'ouvrages ou d'articles de référence ou si vous connaissez des sites web de qualité traitant du thème abordé ici, merci de compléter l'article en donnant les références utiles à sa vérifiabilité et en les liant à la section « Notes et références ».
Maillots
Chronologie
Saison précédente Saison suivante

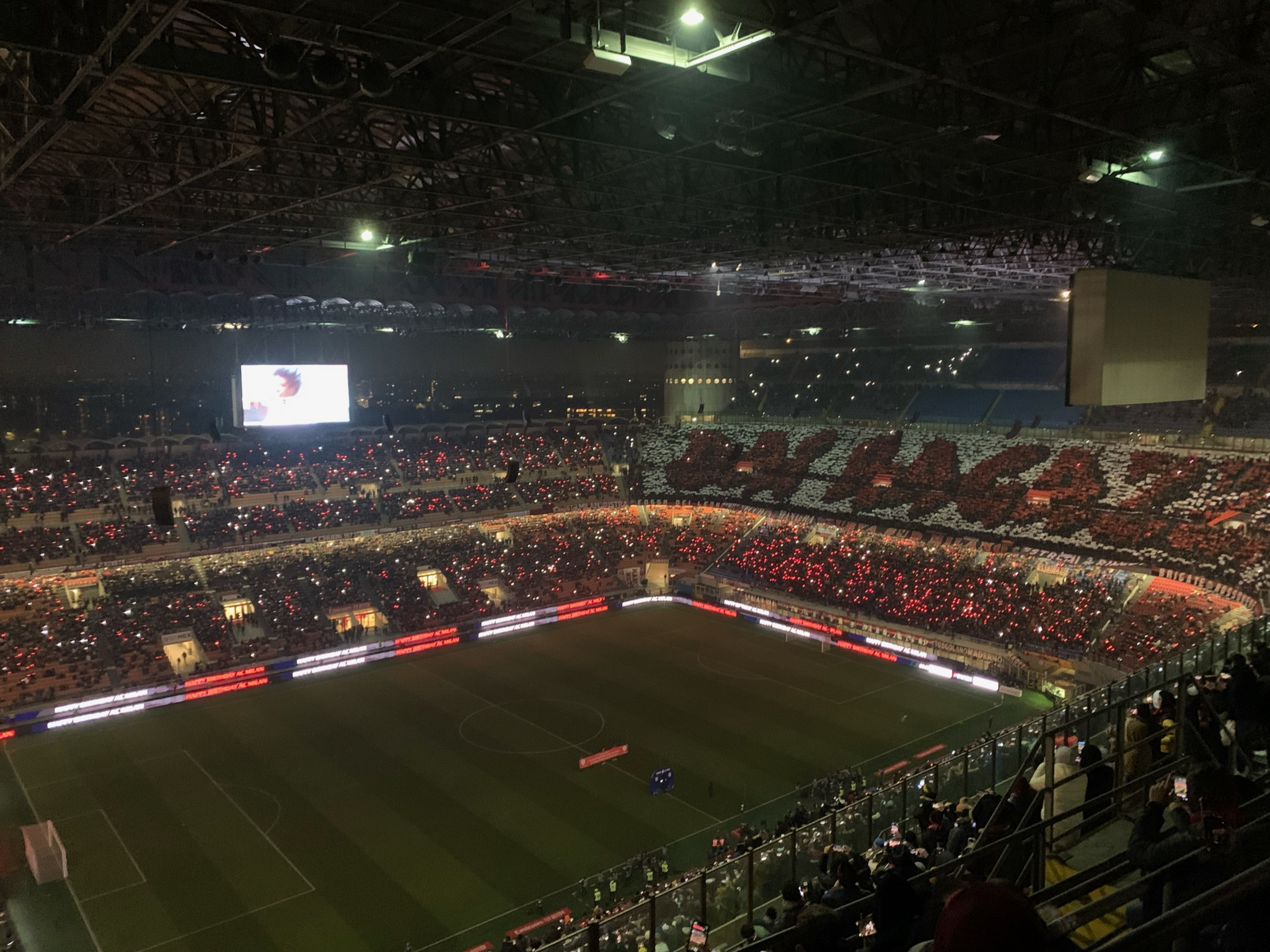
Le stade San Siro avant un match entre l'AC Milan et le SSC Napoli en décembre 2021.

La saison 2023-2024 de l'AC Milan est la 90e saison du club en première division italienne. 

## Tableaux des transferts

### Transferts d'été
| Nom                  | Nationalité | Poste     | Transfert                   | Provenance/Destination | Division             |
| -------------------- | ----------- | --------- | --------------------------- | ---------------------- | -------------------- |
| Arrivées principales |             |           |                             |                        |                      |
| Marco Sportiello     | Italie      | Gardien   | libre                       | Atalanta Bergame       | Serie A              |
| Ruben Loftus-Cheek   | Angleterre  | Milieu    | achat (16 millions d'euros) | Chelsea FC             | Premier League       |
| Luka Romero          | Argentine   | Milieu    | libre                       | Lazio Rome             | Serie A              |
| Christian Pulisic    | États-Unis  | Milieu    | achat (22 millions d'euros) | Chelsea FC             | Premier League       |
| Tijjani Reijnders    | Pays-Bas    | Milieu    | achat (14 millions d'euros) | AZ Alkmaar             | Eredivisie           |
| Noah Okafor          | Suisse      | Attaquant | achat (14 millions d'euros) | Red Bull Salzbourg     | Bundesliga           |
| Samuel Chukwueze     | Nigeria     | Attaquant | achat                       | Villarreal CF          | Liga                 |
| Luka Jović           | Serbie      | Attaquant | achat                       | ACF Fiorentina         | Serie A              |
| Départs principaux   |             |           |                             |                        |                      |
| Sandro Tonali        | Italie      | Milieu    | vente (70 millions d'euros) | Newcastle United       | Premier League       |
| Ciprian Tătărușanu   | Roumanie    | Gardien   | vente                       | Abha Club              | Saudi Premier League |
| Brahim Díaz          | Espagne     | Milieu    | Fin de prêt                 | Real Madrid            | Liga                 |
| Zlatan Ibrahimović   | Suède       | Attaquant |                             |                        |                      |
| Aster Vranckx        | Belgique    | Milieu    | Fin de prêt                 | VfL Wolfsburg          | Bundesliga           |
| Sergiño Dest         | États-Unis  | Défenseur | Fin de prêt                 | FC Barcelone           | Liga                 |
| Tiémoué Bakayoko     | France      | Milieu    | Fin de prêt                 | Chelsea FC             | Premier League       |
| Matteo Gabbia        | Italie      | Défense   | prêt                        | Villarreal CF          | Liga                 |
| Ante Rebić           | Croatie     | Attaquant | vente (2 millions d'euros)  | Beşiktaş JK            | Spor Toto Süper Lig  |
| Charles De Ketelaere | Belgique    | Attaquant | prêt                        | Atalanta Bergame       | Serie A              |
| Alexis Saelemaekers  | Belgique    | Milieu    | prêt                        | Bologne FC             | Serie A              |
| Divock Origi         | Belgique    | Attaquant | prêt                        | Nottingham Forest      | Premier League       |
| Fodé Ballo-Touré     | Sénégal     | Défenseur | prêt                        | Fulham United          | Premier League       |

### Transferts d'hiver
| Nom                  | Nationalité        | Poste   | Transfert                            | Provenance/Destination | Division |
| -------------------- | ------------------ | ------- | ------------------------------------ | ---------------------- | -------- |
| Arrivées principales |                    |         |                                      |                        |          |
| Matteo Gabbia        | Italie             | Défense | retour de prêt                       | Villarreal CF          | Liga     |
| Filippo Terracciano  | Italie             | Défense | Achat (4.5 millions d'euros)         | Hellas Vérone          | Serie A  |
| Arrivées principales |                    |         |                                      |                        |          |
| Rade Krunić          | Bosnie-Herzégovine | Milieu  | Vente (5 millions d'euros + 1 bonus) | Fenerbahçe SK          | SüperLig |
| Luka Romero          | Argentine          | Milieu  | prêt                                 | UD Almeria             | Liga     |

## Résultats

### Serie A
| Journée | Date       | Lieu      | Adversaire       | Score | Buteur(s) pour l'AC Milan                                  |
| ------- | ---------- | --------- | ---------------- | ----- | ---------------------------------------------------------- |
| 1       | 21/08/2023 | extérieur | Bologne FC       | 0-2   | Giroud 11e, Pulisic 21e                                    |
| 2       | 26/08/2023 | domicile  | Torino FC        | 4-1   | Pulisic 33e, Giroud 43e (pen.) 65e (pen.), Hernandez 45+2e |
| 3       | 01/09/2023 | extérieur | AS Rome          | 1-2   | Giroud 9e (pen.), Leão 48e                                 |
| 4       | 16/09/2023 | extérieur | Inter Milan      | 5-1   | Leão 57e                                                   |
| 5       | 23/09/2023 | domicile  | Hellas Vérone    | 1-0   | Leão 8e                                                    |
| 6       | 27/09/2023 | extérieur | Cagliari Calcio  | 1-3   | Okafor 40e, Tomori 45+1e, Loftus-Cheek 60e                 |
| 7       | 30/09/2023 | domicile  | SS Lazio         | 2-0   | Pulisic 60e, Okafor 88e                                    |
| 8       | 07/10/2023 | extérieur | Genoa CFC        | 0-1   | Pulisic 87e                                                |
| 9       | 22/10/2023 | domicile  | Juventus FC      | 0-1   |                                                            |
| 10      | 29/10/2023 | extérieur | SSC Naples       | 2-2   | Giroud 22e 31e                                             |
| 11      | 04/11/2023 | domicile  | Udinese Calcio   | 0-1   |                                                            |
| 12      | 11/11/2023 | extérieur | US Lecce         | 2-2   | Giroud 28e, Reijnders 36e                                  |
| 13      | 25/11/2023 | domicile  | ACF Fiorentina   | 1-0   | Hernandez 45+2e (pen.)                                     |
| 14      | 02/12/2023 | domicile  | Frosinone Calcio | 3-1   | Jović 43e, Pulisic 50e, Tomori 74e                         |
| 15      | 09/12/2023 | extérieur | Atalanta Bergame | 3-2   | Giroud 45+3e, Jović 80e                                    |
| 16      | 17/12/2023 | domicile  | AC Monza         | 3-0   | Reijinders 3e, Simić 41e, Okafor 76e                       |
| 17      | 22/12/2023 | extérieur | US Salernitana   | 2-2   | Tomori 16e, Jović 90e                                      |
| 18      | 30/12/2023 | domicile  | US Sassuolo      | 1-0   | Pulisic 59e                                                |
| 19      | 07/01/2024 | extérieur | Empoli FC        | 0-3   | Loftus-Cheek 11e, Giroud 31e (pen.), Traorè 88e            |
| 20      | 14/01/2024 | domicile  | AS Rome          | 3-1   | Adli 11e, Giroud 56e, Hernandez 84e                        |
| 21      | 20/01/2024 | extérieur | Udinese Calcio   | 2-3   | Loftus-Cheek 31e, Jović 83e, Okafor 90+3e                  |
| 22      | 27/01/2024 | domicile  | Bologne FC       | 2-2   | Loftus-Cheek 45e 83e                                       |
| 23      | 03/02/2024 | extérieur | Frosinone Calcio | 2-3   | Giroud 17e, Gabbia 72e, Jović 81e                          |
| 24      | 11/02/2024 | domicile  | SSC Naples       | 1-0   | Hernandez 25e                                              |
| 25      | 18/02/2024 | extérieur | AC Monza         | 4-2   | Giroud 64e, Pulisic 88e                                    |
| 26      | 25/02/2024 | domicile  | Atalanta Bergame | 1-1   | Leão 3e                                                    |
| 27      | 01/03/2024 | extérieur | SS Lazio         | 0-1   | Okafor 88e                                                 |
| 28      | 10/03/2024 | domicile  | Empoli FC        | 1-0   | Pulisic 39e                                                |
| 29      | 17/03/2024 | extérieur | Hellas Vérone    | 1-3   | Hernandez 45e, Pulisic 50e, Chukwueze 80e                  |
| 30      | 30/03/2024 | extérieur | ACF Fiorentina   | 1-2   | Loftus-Cheek 47e, Leão 53e                                 |
| 31      | 06/04/2024 | domicile  | US Lecce         | 3-0   | Pulisic 6e, Giroud 20e, Leão 57e                           |
| 32      | 14/04/2024 | extérieur | US Sassuolo      | 3-3   | Leão 20e, Jović 59e, Okafor 84e                            |
| 33      | 22/04/2024 | domicile  | Inter Milan      | 1-2   | Tomori 80e                                                 |
| 34      | 27/04/2024 | extérieur | Juventus FC      | 0-0   |                                                            |
| 35      | 05/05/2024 | domicile  | Genoa CFC        | 3-3   | Florenzi 45e, Gabbia 72e, Giroud 75e                       |
| 36      | 12/05/2024 | domicile  | Cagliari Calcio  | 5-1   | Bennacer 35e, Pulisic 59e 86e, Reijinders 74e, Leão 83e    |
| 37      | 19/05/2024 | extérieur | Torino FC        | 3-1   | Bennacer 55e (pen.)                                        |
| 38      | 26/05/2024 | domicile  | US Salernitana   | 3-3   | Leão 22e, Giroud 27e, Calabria 77e                         |

### Classement
| Rang | Équipe             | Pts | J  | G  | N  | P  | Bp | Bc | Diff |
| ---- | ------------------ | --- | -- | -- | -- | -- | -- | -- | ---- |
| 1    | Inter MilanS       | 94  | 38 | 29 | 7  | 2  | 89 | 22 | +67  |
| 2    | AC Milan           | 75  | 38 | 22 | 9  | 7  | 75 | 48 | +27  |
| 3    | Juventus FCC       | 71  | 38 | 19 | 14 | 5  | 54 | 31 | +23  |
| 4    | Atalanta Bergame   | 69  | 38 | 21 | 6  | 11 | 64 | 30 | +34  |
| 5    | Bologne FC         | 68  | 38 | 18 | 14 | 6  | 54 | 32 | +22  |
| 6    | AS Rome            | 63  | 38 | 18 | 9  | 11 | 65 | 46 | +19  |
| 7    | SS Lazio           | 61  | 38 | 18 | 7  | 13 | 49 | 38 | +11  |
| 8    | ACF Fiorentina     | 60  | 38 | 17 | 9  | 12 | 61 | 46 | +15  |
| 9    | SSC NaplesT        | 53  | 38 | 13 | 14 | 11 | 55 | 48 | +7   |
| 10   | Torino FC          | 53  | 38 | 13 | 14 | 11 | 36 | 36 | 0    |
| 11   | Genoa CFC P        | 49  | 38 | 12 | 13 | 13 | 45 | 45 | 0    |
| 12   | AC Monza           | 45  | 38 | 11 | 12 | 15 | 39 | 51 | -12  |
| 13   | Hellas Vérone      | 38  | 38 | 9  | 11 | 18 | 38 | 51 | -13  |
| 14   | US Lecce           | 38  | 38 | 8  | 14 | 16 | 32 | 54 | -22  |
| 15   | Udinese Calcio     | 37  | 38 | 6  | 19 | 13 | 36 | 51 | -15  |
| 16   | Empoli FC          | 36  | 38 | 9  | 9  | 20 | 29 | 54 | -25  |
| 17   | Cagliari CalcioP   | 36  | 38 | 8  | 12 | 18 | 41 | 67 | -26  |
| 18   | Frosinone Calcio P | 35  | 38 | 8  | 11 | 19 | 44 | 69 | -25  |
| 19   | US Sassuolo        | 30  | 38 | 7  | 9  | 22 | 43 | 75 | -32  |
| 20   | US Salernitana     | 17  | 38 | 2  | 11 | 25 | 32 | 81 | -49  |

Qualifications européennes
Ligue des champions de l'UEFA 2024-2025
Ligue Europa 2024-2025
Ligue Europa Conférence 2024-2025
Relégation
Abréviations

### Évolution du classement
| Journée  | 1 | 2 | 3 | 4 | 5 | 6 | 7 | 8 | 9 | 10 | 11 | 12 | 13 | 14 | 15 | 16 | 17 | 18 | 19 | 20 | 21 | 22 | 23 | 24 | 25 | 26 | 27 | 28 | 29 | 30 | 31 | 32 | 33 | 34 | 35 | 36 | 37 | 38 | Journées en tête |
| -------- | - | - | - | - | - | - | - | - | - | -- | -- | -- | -- | -- | -- | -- | -- | -- | -- | -- | -- | -- | -- | -- | -- | -- | -- | -- | -- | -- | -- | -- | -- | -- | -- | -- | -- | -- | ---------------- |
| Rang     | 4 | 1 | 2 | 3 | 2 | 2 | 2 | 1 | 2 | 3  | 3  | 3  | 3  | 3  | 3  | 3  | 3  | 3  | 3  | 3  | 3  | 3  | 3  | 3  | 3  | 3  | 3  | 2  | 2  | 2  | 2  | 2  | 2  | 2  | 2  | 2  | 2  | 2  | 2                |
| Résultat | V | V | V | D | V | V | V | V | D | N  | D  | N  | V  | V  | D  | V  | N  | V  | V  | V  | V  | N  | V  | V  | D  | N  | V  | V  | V  | V  | V  | N  | D  | N  | N  | V  | D  | N  | —                |

### Coupe d'Italie
| Tour       | Date            | Lieu     | Adversaire       | Score | Buteur(s) pour l'AC Milan             |
| ---------- | --------------- | -------- | ---------------- | ----- | ------------------------------------- |
| 1/8 finale | 2 janvier 2024  | domicile | Cagliari Calcio  | 4-1   | Jović 29e 42e, Traorè 50e, Leão 90+1e |
| 1/4 finale | 10 janvier 2024 | domicile | Atalanta Bergame | 1-2   | Leão 45e                              |

### Ligue des Champions
| Tour            | Date              | Lieu      | Adversaire          | Score | Buteur(s) pour l'AC Milan  |
| --------------- | ----------------- | --------- | ------------------- | ----- | -------------------------- |
| Phase de Poules | 19 septembre 2023 | domicile  | Newcastle United    | 0-0   |                            |
|                 | 4 octobre 2023    | extérieur | Borussia Dortmund   | 0-0   |                            |
|                 | 25 octobre 2023   | extérieur | Paris Saint-Germain | 3-0   |                            |
|                 | 7 novembre 2023   | domicile  | Paris Saint-Germain | 2-1   | Leão 12e, Giroud 50e       |
|                 | 28 novembre 2023  | domicile  | Borussia Dortmund   | 1-3   | Chukwueze 37e              |
|                 | 13 décembre 2023  | extérieur | Newcastle United    | 1-2   | Pulisic 59e, Chukwueze 84e |

### Ligue Europa
| Tour             | Date            | Lieu      | Adversaire       | Score | Buteur(s) pour l'AC Milan                                  |
| ---------------- | --------------- | --------- | ---------------- | ----- | ---------------------------------------------------------- |
| Play-offs        | 15 février 2024 | domicile  | Stade rennais FC | 3-0   | Loftus-Cheek 32e 47e, Leão 53e                             |
|                  | 22 février 2024 | extérieur | Stade rennais FC | 3-2   | Jović 22e, Leão 58e                                        |
| 1/8ème de finale | 7 mars 2024     | domicile  | Slavia Prague    | 4-2   | Giroud 34e, Reijnders 44e, Loftus-Cheek 45+1e, Pulisic 85e |
|                  | 14 mars 2024    | extérieur | Slavia Prague    | 0-3   | Pulisic 33e, Loftus-Cheek 36e, Leão 45+6e                  |
| Quarts de finale | 11 avril 2024   | domicile  | AS Rome          | 0-1   |                                                            |
|                  | 18 avril 2024   | extérieur | AS Rome          | 2-1   | Gabbia 72e                                                 |